# François-Jacques Guillotte
François-Jacques Guillotte (* Paris; † 1766 ebenda) war ein französischer Polizeioffizier  und Enzyklopädist.

## Leben und Wirken
Als die Familie Diderot im April des Jahres 1746 in die n° 6 Rue Mouffetard, in der Pfarrgemeinde Saint-Médard in Paris, paroisse Saint-Médard à Paris umgezogen war, lag auch die Wohnung von François-Jacques Guillotte, einem Polizeioffizier, officier de police in ihrer Nähe. Außerhalb der Zone der Maréchaussée de l’Ile-de-France wurden die beiden Männer Freunde, sie vereinte ihr gemeinsames Interesse an der Philosophie und an der Entwicklung der Gesellschaft des Ancien Régime.
Er schrieb den Artikel Pont militaire für die Encyclopédie von Denis Diderot.